# Rafael Romero Romero
Rafael Romero Romero apodado El Gallina, (Andújar, Jaén, 9 de octubre de 1910-Madrid, 4 de enero de 1991) fue un cantaor español de flamenco.

## Aportación al flamenco
Criado en una familia gitana donde se cantaba, aprendió de chico los cantes de Yllanda y de la Sierra. Su aprendizaje, combinado a una voz aguda y particularmente ruda, hicieron de Rafael el Gallina un cantaor apreciado en recitales y tablaos de la posguerra.
Acompañado por Perico el del Lunar, participó en la grabación de la famosa Antología Hispavox. Gracias a ello, quedó consagrado como una referencia en los cantes primitivos como las tonás o la debla, y gran conocedor de la caña, peteneras y serranas.
En 1973 recibe el Premio Nacional de Cante de la Cátedra de Flamencología y Estudios Folklóricos Andaluces.
A pesar de ser homenajeado varias veces al final de su vida, dentro y fuera de Jaén, pasó sus últimos años muy difíciles en Madrid, antes de fallecer en la capital española durante el invierno de 1991.

## Discografía
- Antología del cante flamenco. Hispavox.
- Grandes Cantaores del Flamenco. Philips.
- Rafael Romero y el Duende Gitano. P. Records.